# پالی هالیدی
پالی دین هالیدی (انگلیسی: Polly Dean Holliday؛ زادهٔ ۲ ژوئیهٔ ۱۹۳۷) هنرپیشه اهل ایالات متحده آمریکا است. وی از سال ۱۹۷۳ میلادی تاکنون مشغول فعالیت بوده‌است.

## بخشی از فیلمشناسی
از فیلم‌ها یا برنامه‌های تلویزیونی که وی در آن نقش داشته‌است می‌توان به آثار زیر اشاره کرد.
- دبلیو. دبلیو. و دیکسی دنکینگز (۱۹۷۵)
- همه مردان رئیس‌جمهور (فیلم) (۱۹۷۶)
- جنایت در کاتمونت (۱۹۷۹)
- گرملین‌ها (۱۹۸۴)
- خانم داوت‌فایر (۱۹۹۳)
- دام والدین (۱۹۹۸)
- آن را بچسبان (۲۰۰۶)
- کودک دل‌شکسته (فیلم ۲۰۰۷) (۲۰۰۷)
- بازی منصفانه (فیلم ۲۰۱۰) (۲۰۱۰)
- در جستجوی فردا (۱۹۷۴)
- آلیس (مجموعه تلویزیونی) (۱۹۷۶–۸۰)
- دختران زرین (۱۹۸۶)
- داستان‌های شگفت‌انگیز (مجموعه تلویزیونی ۱۹۸۵) (۱۹۸۶)
- ایکوالایزر (مجموعه تلویزیونی) (۱۹۸۸)
- موکل (مجموعه تلویزیونی) (۱۹۹۵–۹۶)